# Prowincja Wniebowzięcia Najświętszej Maryi Panny Zakonu Braci Mniejszych w Katowicach
Prowincja Wniebowzięcia NMP Zakonu Braci Mniejszych w Katowicach − jedna z pięciu aktualnie istniejących prowincji Zakonu Braci Mniejszych − franciszkanów − w Polsce.
Powstała w 1855, do 13 października 1932 nosiła nazwę: Prowincja Niepokalanego Poczęcia NMP w Prusach i w Wielkim Księstwie Poznańskim. Siedzibą prowincjała (o. dr Witosław Sztyk OFM), wikariusza prowincji (o. dr Wit Chlondowski OFM) i kurii prowincjalnej jest klasztor w Katowicach przy ul. Panewnickiej 76.

## Powstanie
Prowincja, pod początkową nazwą Niepokalanego Poczęcia NMP w Prusach i w Wielkim Księstwie Poznańskim, została erygowana 12 maja 1855 roku dekretem In regimine universi Ordinis generała Zakonu o. Wenantego z Celano. Prowincję tworzyli bracia wywodzący się ze skasowanych wcześniej reformackich prowincji w Wielkopolsce i w Prusach. Licząca w momencie powstania 33 zakonników prowincja skupiała się początkowo w czterech klasztorach: Łąki Bratiańskie i Wejherowo w diecezji chełmińskiej oraz Miejska Górka i Poznań-Boże Ciało w archidiecezji poznańskiej. Niebawem przyjęto następne klasztory w diecezji chełmińskiej: Bysławek i Zamarte oraz w archidiecezji poznańskiej: Osieczna i Wronki. Siedziba prowincjała mieściła się początkowo w Miejskiej Górce a następnie w Łąkach Bratiańskich. Nowicjat zaś umieszczono w Wejherowie. Prowincja od początku posiadała też własne studium seminaryjne: kurs filozoficzny w Miejskiej Górce i teologiczny w Łąkach Bratiańskich.

## Historia

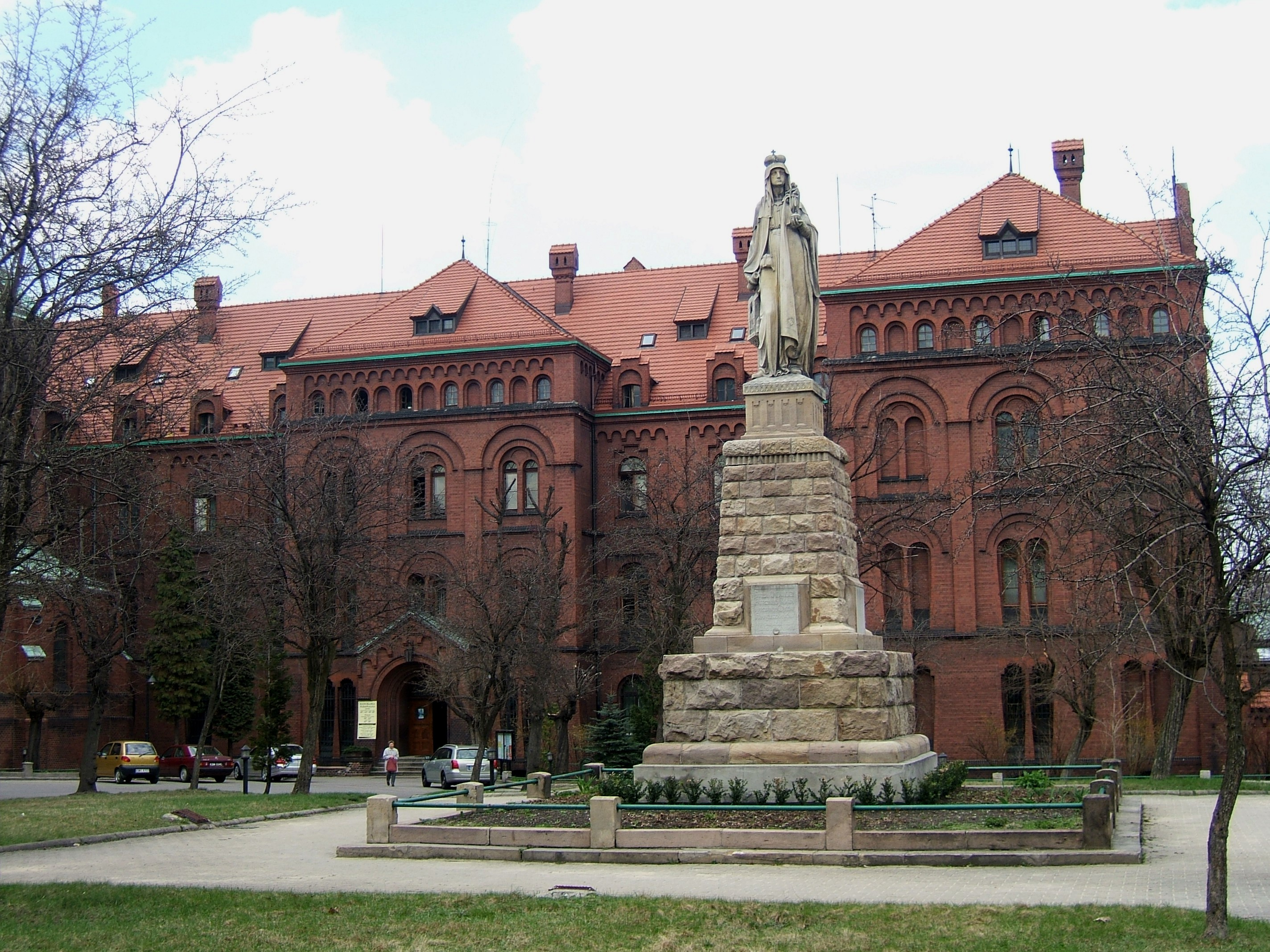
Siedziba prowincjała w Katowicach Panewnikach

Pomyślny rozwój prowincji (w 1873 r. liczyła już 112 zakonników) został przerwany pruską ustawą z 31 maja 1875 r. o zniesieniu zakonów. Większość klasztorów prowincja utraciła a wielu braci udało się wówczas do Stanów Zjednoczonych, gdzie później dali początek nowej prowincji, a także do Francji, do Konstantynopola i do Ziemi Świętej. Ówczesny prowincjał, o. Rogeriusz Binkowski nadal pełnił swój urząd przenosząc się z czasem do Nowego Miasta Lubawskiego, skąd kierował rozproszoną prowincją. W 1890 roku zastąpił go o. Anastazy Szpręga w randze komisarza prowincjalnego, rezydujący w Miejskiej Górce i w Osiecznej. Po jego śmierci w 1911 urząd ten przez dwa lata nie był obsadzony, a następnie z polecenia władz generalnych do 1923 roku funkcję tę pełnili prowincjałowie galicyjscy. W międzyczasie, w 1897 roku Unia Leoniańska zniosła oddzielne frakcje istniejące wewnątrz zakonu (reformaci, alkantarzyści, rekolekci). Zaniechano również wielowiekowego podziału zakonu na familię cismontanską, do której przynależała prowincja i ultramontańską.
Po zakończeniu I wojny światowej w dawnych klasztorach prowincji, które znalazły się w odrodzonym państwie polskim żyło jeszcze sześciu braci. Jednocześnie w wyniku plebiscytu na terenie Polski znalazł się także klasztor w Panewnikach, należący do wrocławskiej prowincji św. Jadwigi. Władze tejże prowincji powiększając w międzyczasie swój stan posiadania na terenie Polski o klasztory w Wieluniu, Rybniku i Choczu, utworzyły z nich odrębny komisariat. Komisariat ten niebawem podjął starania o włączenie w swoje struktury braci i klasztorów prawie wymarłej prowincji Niepokalanego poczęcia NMP. Władze generalne zdecydowały jednak, że odwrotnie komisariat panewnicki zostanie włączony do dawnej prowincji, gdyż ta prawnie nadal istniała. Dokonał tego 17 marca 1923 generał zakonu Bernardyn Klumper, dekretem Antiqua Ordinis Provincia. Prowincja powiększyła się tym samym o 58 zakonników a jej główną siedzibą od tej pory stał się klasztor w Panewnikach. Później, z uwagi na podobną nazwę innej prowincji na terenie Polski, zmieniono nazwę na Prowincja Wniebowzięcia NMP w Polsce.
Okres międzywojenny był czasem dynamicznego rozwoju odrodzonej prowincji. Przyjmowano kolejne placówki (Wronki, Kobylin, Pakość Kalwaria, Jarocin, Chorzów) oraz otwarto niższe i wyższe seminarium duchowne. Prowincja rozwinęła także na szeroką skalę działalność wydawniczą. W przededniu wybuchu II wojny światowej prowincja liczyła już 214 braci.
Okres wojny i okupacji przerwał pomyślny rozwój prowincji, a wielu braci zostało zmuszonych do opuszczenia klasztorów. Spośród nich, wielu się ukrywało lub przebywało w klasztorach innych prowincji, niektórzy pracowali w duszpasterstwie diecezjalnym a 9 kapłanów podjęło się posługi kapelanów wojskowych na różnych frontach. Kilku spośród nich zostało odznaczonych orderem Virtuti Militari. Niektórzy ponieśli śmierć męczeńską, w tym sługa Boży o. Euzebiusz Huchracki, którego proces beatyfikacyjny jest w toku. Do bardziej znanych męczenników II wojny światowej należą ponadto: Fabian Waculik, Pacyfik Szmuk, Fortunat Hupa i inni. W sumie ofiarami wojny stało się 16 braci, 17 zostało wtrąconych do niemieckich obozów koncentracyjnych, a 12 było więzionych w obozach jenieckich. W Armii Andersa służył jako kapelan o. Rudolf Marcin Szawerna, po wojnie w stopniu majora.

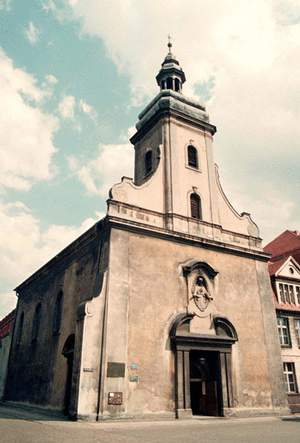
Kościół franciszkanów w Bytomiu (XV w.)

Powojenne lata przyniosły prowincji okres wielu represji. Władze państwowe zajęły liczne pomieszczenia klasztorne, a w niektórych przypadkach jak w Jarocinie, całe klasztory, przeznaczając je na cele użyteczności publicznej. W Kobylinie umieszczono jeden z obozów pracy dla sióstr zakonnych, przesiedlonych ze śląska w ramach akcji „X-2”. Nakazano zlikwidowanie Niższego Seminarium Duchownego, czyli tzw. Kolegium Serafickiego. W okresie stalinowskim niektórzy bracia stali się ofiarami szykan i więzienia. Najbardziej znani z nich to: Kapistran Holte, Jacek Hoszycki, Bernardyn Grzyska, Walenty Szczypa i Ludwik Nowicki.

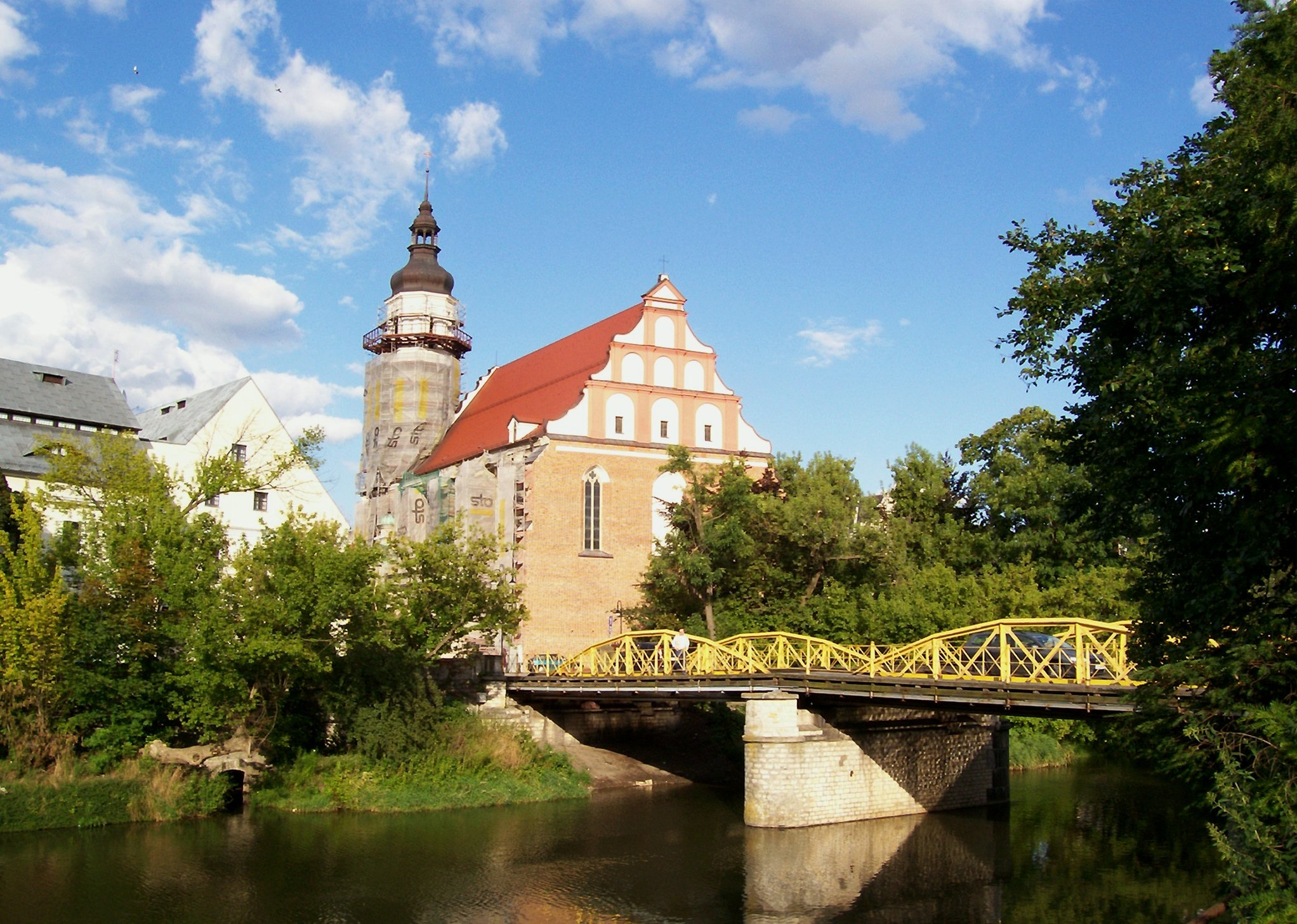
Klasztor w Opolu z XIV wieku

Mimo niesprzyjającej sytuacji, okres powojenny był czasem dalszego dynamicznego wzrostu i rozwoju. Otwierano nowe placówki (Opole, Wejherowo, Wschowa, Poznań, Bytom, Hel, Zabrze, Pakość-miasto, Woźniki, Toruń-Podgórz) i przyjmowano wielu kandydatów. Prowincja podjęła się dzieł misyjnych w Kongo, Republice Środkowoafrykańskiej, Boliwii, Kustodii Ziemi Świętej i innych. Rozwinęła ponadto na szeroką skalę działalność w krajach europejskich jak: Niemcy, Austria, Włochy, Rosja, Ukraina, Białoruś, Estonia i Czechy. Duża liczba braci oraz rozległość terytorialna pozwoliła na wyodrębnienie się z prowincji w 1991 r. nowej prowincji zakonnej św. Franciszka z siedzibą w Poznaniu.
Członkami prowincji byli lub są m.in.: malarz Rafał Credo, kompozytor Ansgary Malina, kaznodzieje: Sylwester Swaczyna, Bazyli Machalica i Bazyli Gabriel (500 serii rekolekcji i misji świętych w ciągu 23 lat kapłaństwa, między 1905 a 1936), Tarsycjusz Waszecki, teologowie: Euzebiusz Wieczorek, Anzelm Czyż, Wenanty Zubert, Antoni Jozafat Nowak, Sebastian Jasiński, Sławomir Ledwoń, filozofowie: Nazariusz Szojda, Marcin Olejnik, August Smyczek, działacze społeczni i patriotyczni: Karol Bik-Dzieszowski, Wawrzyniec Lewalski, Ignacy Sosnowski-Kiefer, Romuald Byzewski, Rafał Grzondziel oraz historyk Edward Frankiewicz.

## Stan obecny
Aktualnie prowincja Wniebowzięcia NMP liczy 297 zakonników (214 kapłanów) zamieszkujących 38 klasztorów w kraju i poza granicami (2014). Na terenie Polski klasztory znajdują się w archidiecezjach: katowickiej, częstochowskiej i poznańskiej oraz w diecezjach: opolskiej, gliwickiej, bielsko-żywieckiej i kaliskiej. Prowincja posiada obecnie postulat w Kobylinie, nowicjat w Miejskiej Górce i Wyższe Seminarium Duchowne Braci Mniejszych w Katowicach oraz centrum powołaniowe w Chorzowie. W swojej działalności skupia się przede wszystkim na pracy duszpasterskiej.
Znaczna część członków Prowincji pracuje poza granicami kraju. Od ponad trzydziestu lat rozwija się obecność w krajach Europy Zachodniej: w Austrii, Niemczech i Włoszech, a ostatnio także w Czechach na Zaolziu. Po upadku Związku Radzieckiego prowincja intensywnie rozpoczęła angażować się w duszpasterstwo na terenie Białorusi, gdzie aktualnie utworzyła zależną od siebie fundację oraz w Rosji, gdzie posiada ośrodek duszpasterski w Smoleńsku, obejmujący swym zasięgiem miejsce pamięci narodowej w Katyniu. Na Ukrainie prowincja prowadzi prężną fundację w obrządku bizantyjskim z głównym ośrodkiem w Tarnopolu oraz w Użgorodzie na Zakarpaciu. Jednym z jej członków jest biskup pomocniczy miejscowej eparchii Nił Łuszczak.
Biskupem diecezji Kaga-Bandoro w Republice Środkowoafrykańskiej jest pochodzący z prowincji Wniebowzięcia o. Tadeusz Kusy.
Na tradycyjnych terenach misyjnych od lat prowincja jest obecna w Boliwii, zwłaszcza w wikariacie apostolskim Nuflo de Chavez, w Republice Środkowoafrykańskiej, w Tanzanii, w Kustodii Ziemi Świętej oraz w Hongkongu.

## Prowincjałowie prowincji Wniebowzięcia NMP w Polsce (chronologicznie)
Kilku prowincjałów było wybieranych na podwójne kadencje. W sumie ministrami prowincjalnymi było 22 ojców w następującej kolejności:
1. o. Pacyfik Bydłowski (1855-1858)
2. o. Onufry Laskowski (1858-1861)
3. o. Konrad Pokojski (1861–1864)
4. o. Justus Waśniewski (1864-1870)
5. o. Onufry Laskowski (1870-1873)
6. o. Rogeriusz Binkowski (1873-1890)
7. o. Anastazy Szpręga (1890-1911)
8. o. Joachim Maciejczyk (1913-1914)
9. o. Zygmunt Janicki (1914-1923)
10. o. Kolumban Sobota (1923-1926)
11. o. Wilhelm Rogosz (1926-1929)
12. o. Ludwik Kasperczyk (1929-1931)
13. o. Augustyn Gabor (1931-1935)
14. o. Michał Porada (1935–1938)
15. o. Antoni Galikowski (1938-1950)
16. o. Tytus Semkło (1950-1956)
17. o. Teofil Zawieja (1956-1968)
18. o. Bernardyn Grzyska (1968-1973)
19. o. Damian Szojda (1973-1983)
20. o. Joachim Mazurek (1983-1989)
21. o. Hipolit Lipiński (1989-1991)
22. o. Damian Szojda (1991-1998)
23. o. Józef Czura (1998-2004)
24. o. Ezdrasz Biesok (2004-2013)
25. o. Antonin Brząkalik (2013-2022)
26. o. Witosław Sztyk (od 2022)

## Klasztory prowincji na terenie Polski

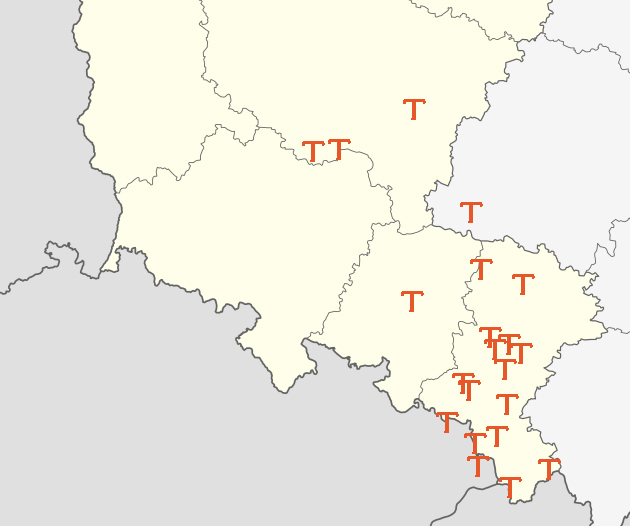
Rozmieszczenie klasztorów w Polsce i Czechach, 2019

1. Bytom
2. Chocz
3. Chorzów Klimzowiec
4. Cieszyn
5. Częstochowa
6. Górki Wielkie
7. Jaworzynka (romitorium)
8. Katowice Panewniki
9. Katowice Stare Panewniki
10. Kobylin
11. Koszarawa Bystra
12. Miejska Górka
13. Opole
14. Podłęże Królewskie
15. Rybnik
16. Rybnik Zamysłów
17. Tychy
18. Wieluń
19. Zabrze

## Klasztory prowincji poza granicami Polski[1]
Klasztory w Europie Zachodniej:
Bensheim,
Berchtesgaden,
Bezau,
Freystadt,
Viareggio
Klasztory na terenie Czech:
Bogumin,
Jabłonków
Klasztory Fundacji Stygmatów św. Franciszka:
Słuck,
Soligorsk,
Osipowicze,
Smoleńsk
Bizantyjskie klasztory Fundacji Wszystkich Świętych Zakonu Serafickiego:
Tarnopol,
Użgorod, Złoczów